# 奇里亞科山 (阿普里馬克大區)
13°41′30″S 73°29′58″W / 13.69167°S 73.49944°W
奇里亞科山（Chiriaco），是秘魯的山峰，位於該國南部阿普里馬克大區，由聖瑪麗亞德奇克莫區和塔拉韋拉區負責管轄，屬於安地斯山脈的一部分，海拔高度3,800米。